# Tsalapitsa
Tsalapitsa (Bulgaars: Цалапица) is een dorp in Bulgarije. Het dorp is gelegen in de gemeente Rodopi, oblast Plovdiv. Het dorp ligt hemelsbreed 15 kilometer ten noordwesten van Plovdiv en 116 kilometer ten zuiden van Sofia. 

## Bevolking
Op 31 december 2020 telde het dorp Tsalapitsa 3.692 inwoners. Het aantal inwoners vertoont al vele jaren een dalende trend: in 1956 had het dorp nog 6.408 inwoners.
|  |

In het dorp wonen voornamelijk etnische Bulgaren. In de optionele volkstelling van 2011 identificeerden 3.324 van de 3.699 ondervraagden zichzelf als etnische Bulgaren, oftewel 89,9%. Het overige deel van de bevolking bestond vooral uit etnische Roma.
| Etnische samenstelling van de respondenten (2011) | Etnische samenstelling van de respondenten (2011) | Etnische samenstelling van de respondenten (2011) | Etnische samenstelling van de respondenten (2011) | Etnische samenstelling van de respondenten (2011) |
| ------------------------------------------------- | ------------------------------------------------- | ------------------------------------------------- | ------------------------------------------------- | ------------------------------------------------- |
|                                                   |                                                   |                                                   |                                                   |                                                   |
| Bulgaren                                          | Bulgaren                                          |                                                   | 89,9%                                             | 89,9%                                             |
| Turken                                            | Turken                                            |                                                   | 0,1%                                              | 0,1%                                              |
| Roma                                              | Roma                                              |                                                   | 7,6%                                              | 7,6%                                              |
| Anders/Onbekend                                   | Anders/Onbekend                                   |                                                   | 2,4%                                              | 2,4%                                              |